# Saturday Night Live
Pour les articles homonymes, voir SNL et Saturday Night.
Saturday Night Live (ou SNL) est une émission de divertissement à sketchs hebdomadaire américaine créée par Lorne Michaels. Elle est diffusée le samedi soir depuis le 11 octobre 1975 sur le réseau NBC, d'abord sous le titre original NBC's Saturday Night.
Les sketchs, entrecoupés de segments musicaux, sont souvent des parodies de la culture et de la politique américaine contemporaine. L'ensemble de l'émission est diffusée en direct (Live), et les différentes saynètes sont interprétées par le casting régulier (Cast, appelé aussi Not Ready For Prime Time Players, littéralement « acteurs pas prêts pour le Prime Time ») et par les invités ou hôtes hebdomadaires (appelés Guests ou Hosts), souvent des personnalités du cinéma ou de la télévision, accompagnés par des invités musicaux qui interprètent l'une de leurs chansons. Un certain nombre de sketchs de SNL ont été adaptés au cinéma.
Produite par Broadway Video (en), SNL Studios (en), et NBC, l'émission est l'un des programmes de télévision diffusés depuis le plus longtemps sur le réseau américain, avec près de 900 épisodes, soit 45 saisons en 2020. Au cours de ses quatre décennies de diffusion, SNL a reçu un grand nombre de récompenses, dont 21 Emmy Awards sur plus de 125 nominations.

## Historique
Au début des années 1970, NBC rediffuse le The Best of Carson, regroupant les meilleurs moments du Tonight Show avec Johnny Carson qui était diffusé le samedi ou le dimanche soir à partir de janvier 1965 jusqu'en septembre 1975 (initialement connu sous le titre The Saturday/Sunday Tonight Show Starring Johnny Carson). En 1974, Johnny Carson souhaite que les émissions du weekend soient diffusées en semaine, pour lui permettre de prendre des congés.

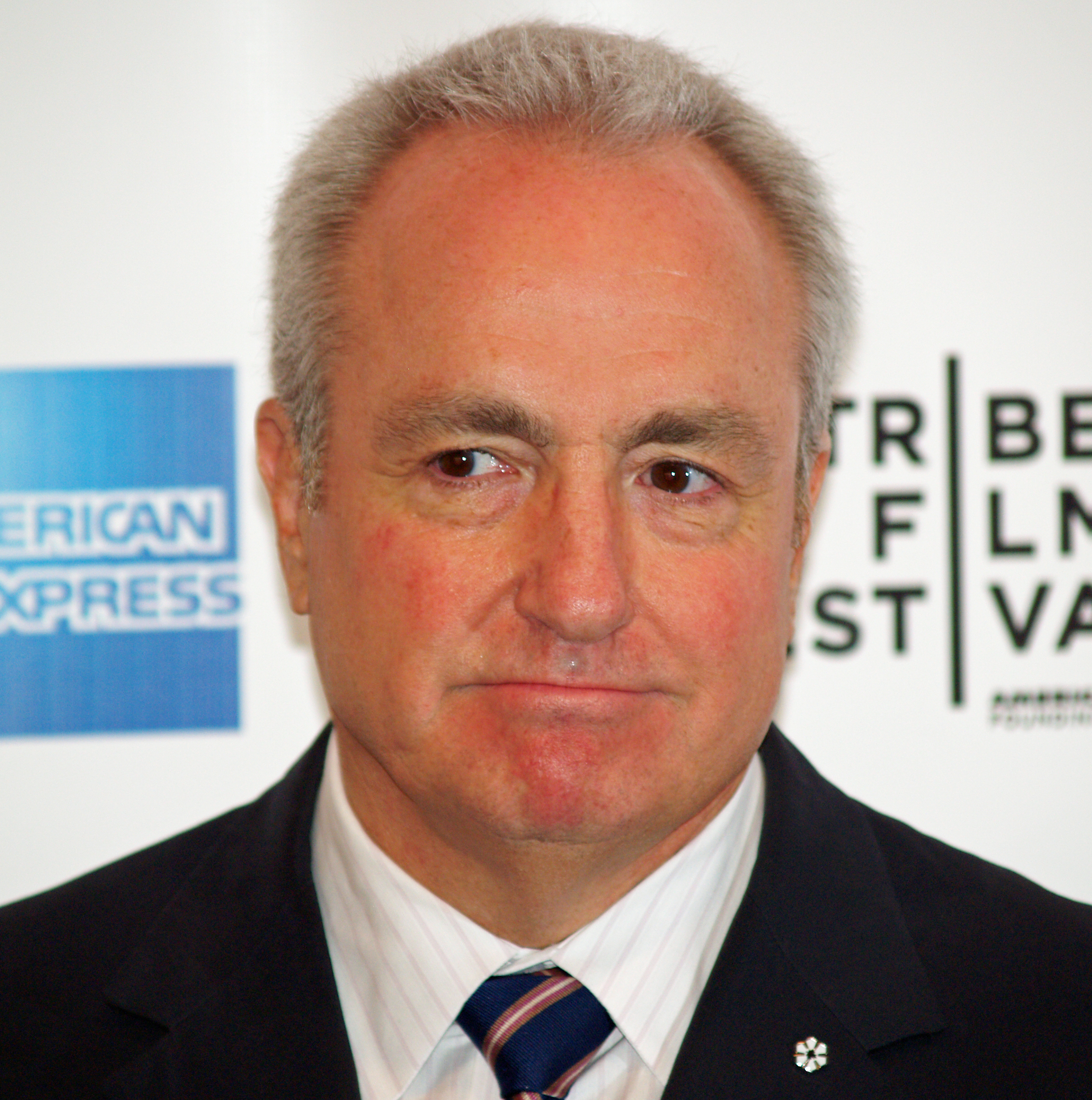
Le créateur de la série Lorne Michaels.

En 1974, NBC approche Dick Ebersol et lui demande de créer une émission pour combler l'intervalle de temps samedi soir. Ebersol se tourne alors vers Lorne Michaels, et ils créent alors une émission de variétés qui repousse les frontières avec son style humoristique audacieux. Ebersol savait que Michaels était capable de créer un tel programme car il avait travaillé sur Rowan & Martin's Laugh-In. L'émission créée, Michaels recherche des personnes pour rejoindre l'équipe. Il embauche Dan Aykroyd, John Belushi, Chevy Chase, George Coe, Jane Curtin, Garrett Morris, Laraine Newman, Michael O'Donoghue (en) et Gilda Radner en tant qu'acteurs. À l'origine, le spectacle est appelé NBC's Saturday Night, le titre actuel étant alors utilisé par le réseau rival ABC avec son Saturday Night Live with Howard Cosell. NBC rachète les droits sur le titre en 1976 et adopte officiellement le nouveau titre le 26 mars 1977.
L'émission est un succès immédiat, et les membres de la distribution deviennent rapidement célèbres. Chase quitte la série au cours de la deuxième saison et a été remplacé par un nouveau comique du nom de Bill Murray. Aykroyd et Belushi quittent la série après quatre saisons, et la saison suivante, Michaels quitte également l'émission. Le départ de Michaels conduit la plupart des acteurs et du personnel technique et scénaristique à quitter la série.
Bien que SNL soit encore populaire, Michaels pensait que NBC annulerait la série lors de son départ. Toutefois, NBC avait déjà prévu de le remplacer par Jean Doumanian. NBC souhaite alors mettre en place une nouvelle équipe et continuer l'émission, laissant à Doumanian un contrôle créatif complet. Après les commentaires désastreux de la nouvelle formule et les turbulences dans les coulisses, Doumanian est congédiée après une saison. Elle est remplacée par Dick Ebersol, qui avait initialement engagé Michaels pour créer l'émission.
Ebersol renvoie la plupart du personnel engagé par Doumanian à l'exception de quelques personnes, y compris Eddie Murphy et Joe Piscopo. Ebersol reste aux commandes de la série jusqu'en 1985. À l'automne 1984, Ebersol s'écarte de la tradition qui avait pour vocation de n'engager que des inconnus, en ajoutant à la distribution plusieurs membres ayant déjà des carrières comiques établies, dont Billy Crystal, Martin Short et Harry Shearer. Après cette saison, Ebersol souhaitait une refonte plus profonde, y compris la fin du format Live (en direct) de l'émission. Devant le refus de la production, Ebersol quitte la série et est remplacé par Michaels en 1985.
L'ensemble du casting de la saison précédente ne sont pas réengagés, contraignant Michaels à reconstruire entièrement la série. Il embauche alors des inconnus comme Joan Cusack, Robert Downey Jr. et bien d'autres. La saison est désastreuse, et la série est presque annulée. Cependant, NBC donne une dernière chance à Michaels pour sauver l'émission. Il renvoie la plupart des salariés et embauche un nouveau groupe, dont Dana Carvey, Nora Dunn, Phil Hartman, Jan Hooks, Victoria Jackson, Jon Lovitz, Dennis Miller et Kevin Nealon. Dunn, Lovitz et Miller sont les trois seuls membres du casting retenus à partir de la désastreuse saison 85-86.
Après un démarrage lent, l'émission enregistre de nouveau des scores d'audience élevés et une meilleure réception critique. En tant que chef de Broadway Video et de SNL Studios, Michaels bénéficie du talent qu'il a introduit pour la production des séries télévisées Late Night (à l'époque de Conan O'Brien et Jimmy Fallon, deux anciens de SNL) et 30 Rock (une comédie créée par l'ancienne scénariste en chef de SNL, Tina Fey). Michaels a également produit le téléfilm All You Need Is Cash, et une longue liste de longs métrages à partir de sketchs de SNL, le succès le plus commercial et critique ayant été The Blues Brothers.
Le week-end du 27-28 septembre 2014, le Saturday Night Live a entamé sa 40e saison. L’émission est présentée par Chris Pratt et Ariana Grande.

## Format
L'émission est diffusée en direct du studio 8H, au 8e et 9e étage du « 30 Rock », à New York, tous les samedis soir sur le réseau de télévision NBC. Elle se présente sous la forme de petits sketches les uns à la suite des autres. Chaque semaine, un invité (host) participe aux sketches. L'invité peut être un artiste, acteur, personne du monde politique ou autre célébrité. Un invité musical est également présent chaque semaine, et joue deux morceaux, l'un au milieu de l'émission et l'autre pour la clore. Il arrive que l'invité musical soit aussi l'invité « host ».
Vers le milieu de chaque émission a lieu le Weekend Update, une parodie de journal télévisé. Weekend Update est présenté par Seth Meyers jusqu'en 2013. À la suite du départ de celui-ci du Saturday Night Live, Colin Jost et Cecily Strong prennent sa place. Depuis 2014 Michael Che remplace Cecily Strong à la présentation du Weekend Update.

## Composition

### Casting
Le casting, appelé aussi Not Ready For Prime Time Players, littéralement « acteurs pas prêts pour le Prime Time », est habituellement divisé en deux catégories : le groupe ancien d'acteurs permanents (Repertory players) et les nouveaux, appelés acteurs figurants (Featured players), qui peuvent être « promus » au casting régulier. Le casting actuel est composé de :
Acteurs permanents (Repertory players)
- Beck Bennett (depuis 2013)
- Aidy Bryant (depuis 2012)
- Michael Che (depuis 2014)
- Pete Davidson (depuis 2014)
- Mikey Day (en) (depuis 2016)
- Heidi Gardner (en) (depuis 2017)
- Colin Jost (depuis 2014)
- Kate McKinnon (depuis 2012)
- Alex Moffat (en) (depuis 2016)
- Kyle Mooney (en) (depuis 2013)
- Ego Nwodim (depuis 2018)
- Chris Redd (en) (depuis 2017)
- Cecily Strong (depuis 2012)
- Kenan Thompson (depuis 2003)
- Melissa Villaseñor (en) (depuis 2016)

Acteurs figurants (Featured players)
- Andrew Dismukes (en) (depuis 2020)
- Chloe Fineman (depuis 2019)
- Lauren Holt (en) (depuis 2020)
- Punkie Johnson (en) (depuis 2020)
- Bowen Yang (depuis 2019)

Le(s) acteur(s) en gras signale le(s) présentateur(s) du Weekend Update.
Parmi les artistes qui ont été révélés par Saturday Night Live, on peut citer :
- Dan Aykroyd
- Jon Lovitz
- Darrell Hammond
- Jane Curtin
- Chris Farley
- Chevy Chase
- John Belushi
- Will Ferrell
- Bill Murray
- Dana Carvey
- David Spade
- Eddie Murphy
- Chris Elliott
- Amy Poehler
- Dennis Miller
- Kevin Nealon
- Jimmy Fallon
- Julia Louis-Dreyfus
- Ana Gasteyer
- Mike Myers
- Adam Sandler
- Andy Samberg
- Chris Rock
- Tina Fey
- Chris Kattan
- Phil Hartman
- Molly Shannon
- Rob Schneider
- Kristen Wiig
- Casey Wilson
- Maya Rudolph
- Bill Hader
- Leslie Jones

### The SNL Band
Le Saturday Night Live Band (aussi connu sous le nom The Band Live) est le groupe musical maison de SNL. Le compositeur Howard Shore en a été le premier directeur musical, de 1975 à 1980, apparaissant dans de nombreux sketchs musicaux, dont Howard Shore and His All-Nurse Band et Howard Shore and the Shore Patrol (chorale de soutien à la US Coast Guard). Au fil des ans, le groupe a mis en vedette plusieurs musiciens de New York, y compris Paul Shaffer (1975-1980), Lou Marini (1975-1983), David Sanborn (1975), Michael Brecker (début des années 1980), Ray Chew (1980-1983) , Alan Rubin (1975-1983), Georg Wadenius (1979-1985), Steve Ferrone (1985), David Johansen (sous le nom de Buster Poindexter), Tom Malone (qui a succédé à Shore comme directeur musical de 1981 à 1985), et G. E. Smith (directeur musical de 1985 à 1995). Le groupe est actuellement sous la direction du groupe Tower of Power. Le nombre de musiciens a varié au fil des ans, mais l'instrumentation de base est de trois saxophones, un trombone, une trompette, et une section rythmique avec deux claviers, une guitare, une basse, une batterie et un percussionniste. Les saisons 1983-1984 et 1984-1985 ont présenté le plus petit groupe, avec un combo de six musiciens.

### Invités
Un épisode typique de SNL met en vedette un invité unique, qui récite le monologue d'ouverture et participe, avec la troupe du SNL, à chacun des sketchs; elle met également en vedette un invité musical, qui interprète de deux à trois morceaux de son répertoire au cours de l'émission. Dans certains cas, l'invité musical est également l'invité principal et remplit donc les deux fonctions. George Carlin est le premier invité à présenter l'émission, et Candice Bergen est la première femme invitée à présenter l'émission quelques semaines plus tard. Les invités ayant présenté l'émission cinq fois ou plus appartiennent au Five Timer's Club (Club des Cinq fois), terme qui provient d'un sketch diffusé au cours du cinquième épisode présenté par Tom Hanks.
Le 3 avril 2004, Jack Johnson et Ben Harper ont joué avec Toots and the Maytals (saison 29, épisode 16), un épisode avec Donald Trump comme invité principal,.

## Production

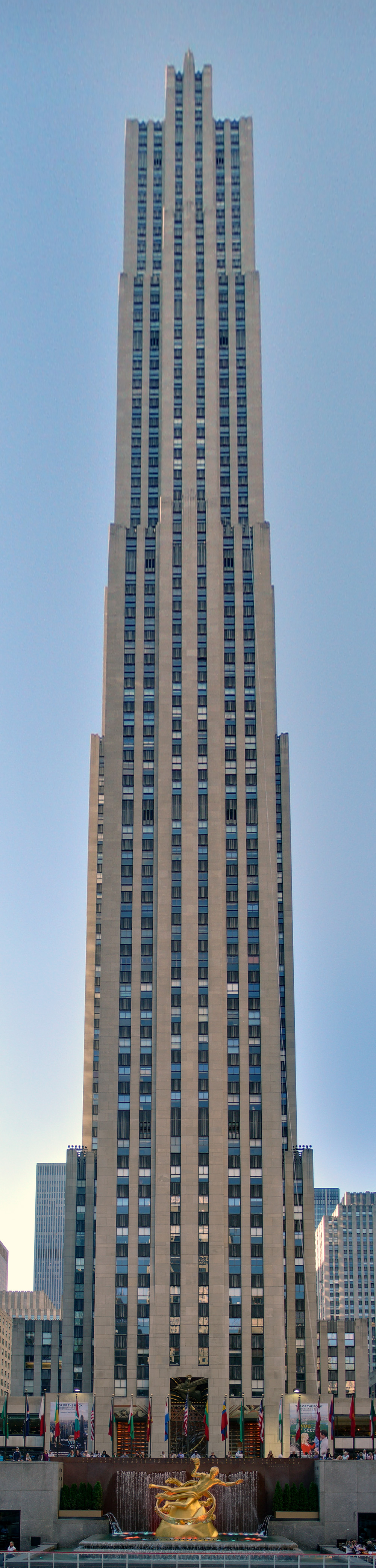
GE Building (30 Rock) où la série est tournée

### Studio
Depuis la création de la série, SNL a été diffusée à partir du Studio 8H, situés aux 8e et 9e étages du GE Building (30 Rockefeller Plaza, ou « 30 Rock »). Le studio étant à l'origine un studio de radio pour Arturo Toscanini et ses NBC Symphony Orchestra, l'aménagement de celui-ci et le positionnement du public contraint quelques membres du public à avoir la vue obstruée par des décors au cours de certains sketchs. Selon NBC, le studio 8H possède une acoustique presque parfaite. Les bureaux des scénaristes de SNL, des producteurs et des autres membres du personnel se trouve au 17e étage du 30 Rock.

## Films basés sur les sketchs duSaturday Night Live
- 1980 : The Blues Brothers, de John Landis
- 1986 : Mr. Bill's Real Life Adventures (en), de Jim Drake
- 1992 : Bob Roberts, de Tim Robbins
- 1992 : Mr. Saturday Night, de Billy Crystal
- 1992 : Wayne's World, de Penelope Spheeris
- 1993 : Wayne's World 2, de Stephen Surjik
- 1993 : Coneheads, de Steve Barron
- 1994 : It's Pat, de Adam Bernstein
- 1995 : Stuart sauve sa famille (Stuart Saves His Family), de Harold Ramis
- 1998 : Une nuit au Roxbury (A Night at the Roxbury), de John Fortenberry
- 1998 : Blues Brothers 2000, de John Landis
- 1999 : 35 heures, c'est déjà trop (Office Space), de Mike Judge
- 1999 : Superstar, de Bruce McCulloch
- 2000 : Un homme à femmes (The Ladies Man) de Reginald Hudlin
- 2008 : Harold, de T. Scott Shannon
- 2010 : MacGruber, de Jorma Taccone

Par ailleurs, le film Saturday Night (2024) racontera la naissance du Saturday Night Live en 1975.

## Influences et diffusion internationale
SNL a été déclinée dans plusieurs autres pays et a influencé certaines émissions à travers le monde:
- En Espagne, une version de l'émission a vu le jour, intitulée également Saturday Night Live (es) et diffusée à partir de 2009 sur la chaîne de télévision Cuatro.
- En France, l'émission de Canal+ Les Nuls L'émission était fortement inspirée de son format. Dans la foulée, en 1993, une autre tentative d'adaptation très fidèle fut l'émission Ce soir avec les Nouveaux / Samedi soir avec les Nouveaux avec Serge Hazanavicius, Éric Aubrahn et Jules-Édouard Moustic. En 2003, Canal+ a proposé une autre adaptation officielle en français du concept SNL avec Samedi soir en direct, présentée par Kad et Olivier. En 2013, Canal + produit Le Débarquement dont le premier numéro a lieu le 18 janvier 2013 et le second le 20 décembre 2013. Le 5 janvier 2017, la chaîne M6 lance sa version française avec le comédien Gad Elmaleh comme premier présentateur.
- En Italie, une version intitulée Saturday Night Live from Milano (it) est diffusée sur Italia 1 depuis 2006.
- Au Maghreb et au Moyen-Orient, une version intitulée Saturday Night Live bil-‘Arabi est diffusée sur la chaîne OSN Yahala et depuis 2016 sur CBC et CBC +2.
- En Russie, deux adaptations ont vu le jour, dont Yesterday LIVE (ru) diffusée depuis le 12 septembre 2010 sur Perviy Kanal, la principale chaîne nationale russe.
- Au Québec, une version intitulée SNL Québec est diffusée à Télé-Québec en 2014 et 2015, suivi de Le nouveau show (en) (SNL à l'envers) à l'automne 2015 pour ICI TOU.TV Extra de Radio-Canada. Un épisode spécial de SNL Québec est diffusé en janvier 2018.
- En Corée, la version coréenne se nomme SNL Korea.

L'émission originale américaine est diffusée sur plusieurs chaînes en dehors des États-Unis, dont :
- la chaîne Sat.1 Comedy en Allemagne,
- la chaîne Comédie ! en France,
- la chaîne RCTI à partir de 2005, puis Global TV en Indonésie,
- la chaîne Yes Stars Comedy en Israël,
- la chaîne OSN First au Maghreb et au Moyen-Orient,
- la chaîne Comedy Central Polska en Pologne,
- la chaîne SIC Comédia, puis FX Portugal au Portugal,
- les chaînes MTV Europe, puis ZTV, TV3, SVT24, Kanal 5 et Kanal 9 en Suède.

## Distinction
- Emmy Awards 2019 : Meilleure émission de divertissement à sketches